# سنجاقک تیره آتلانتیک
سنجاقک تیره آتلانتیک (نام علمی: Zyxomma atlanticum) نام یک گونه از سرده سنجاقک‌های تیره است.